# Landkreis Bad Aibling

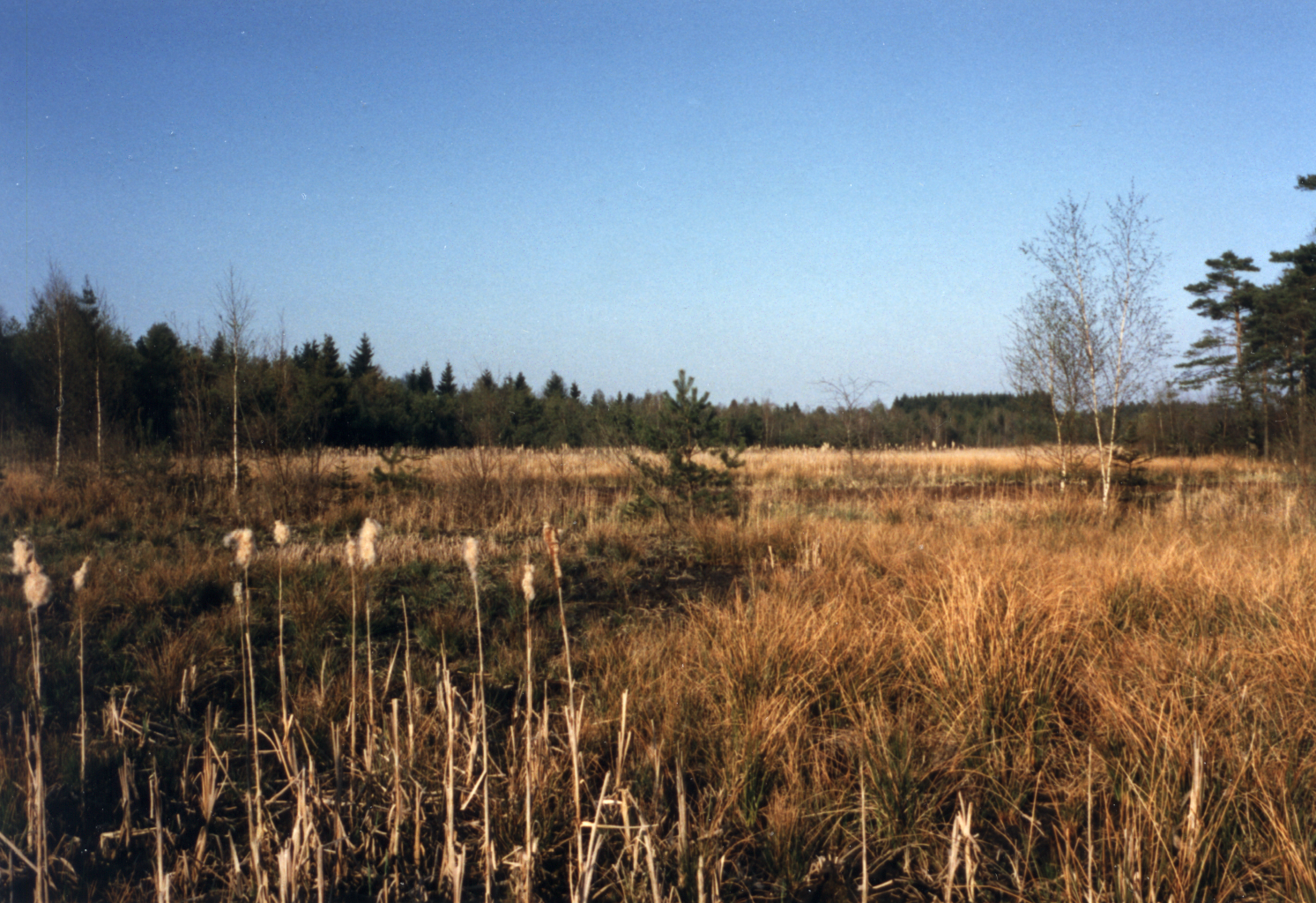
Moorgebiet südlich von Bad Aibling (Schuhbräufilze)

Der Landkreis Bad Aibling war ein Landkreis in Oberbayern. Sein Gebiet gehört heute größtenteils zum Landkreis Rosenheim.

## Geographie

### Lage
Der Landkreis umfasste den größten Teil des Mangfalltals.

### Wichtige Orte
Die wichtigsten Orte waren die Städte Bad Aibling und Kolbermoor, der Markt Bruckmühl und die Gemeinden Bad Feilnbach, Großkarolinenfeld und Tuntenhausen.

### Nachbarkreise
Der Landkreis grenzte 1972 im Uhrzeigersinn im Norden beginnend an die Landkreise Ebersberg und Rosenheim, an die kreisfreie Stadt Rosenheim sowie an die Landkreise Miesbach, Wolfratshausen und München.

## Geschichte

### Landgericht
Das Gebiet des ehemaligen Landkreises Bad Aibling ist weitgehend mit dem bajuwarischen Sundergau identisch. Nach jahrhundertelangem Bestand zunächst als Vogtei Aibling, später als Pfleggericht und ab 1803 als Landgericht Aibling wurde die Gebietskörperschaft im Jahre 1806 zunächst aufgelöst und dem wiedererrichteten Landgericht Rosenheim, das seinerseits 1803 aufgelöst und dem Landgericht Aibling angegliedert worden war, unterstellt.

### Bezirksamt
Am 1. Januar 1900 wurde das Bezirksamt Aibling aus den 22 Gemeinden des 1862 gegründeten Bezirksamtes Rosenheim gebildet, die zum Zuständigkeitsbereich des Amtsgerichts Aibling gehörten.

### Landkreis
Am 1. Januar 1939 wurde wie überall im Deutschen Reich die Bezeichnung Landkreis eingeführt. So wurde aus dem Bezirksamt der Landkreis Bad Aibling.
Am 1. Juli 1972 wurde der Landkreis Bad Aibling im Rahmen der bayerischen Gebietsreform aufgelöst. Der größte Teil (95 %) des Kreisgebiets ging im neuen Landkreis Rosenheim auf, nur die Gemeinde Helfendorf (heute Teil der Gemeinde Aying) und das gemeindefreie Gebiet Hofoldinger Forst-Süd (Teil des ehemaligen gemeindefreien Gebiets Hofoldinger Forst) wurden dem Landkreis München angegliedert.

### Bezirksamtmänner, Bezirksoberamtmänner und Landräte
- 1913–1919 Oskar Popp
- 1920–1922 Alois Kohlndorfer
- 1924–1925 Friedrich Merz
- 1928 Vakant
- 1929 Julius Schmitt
- 1929–1933 Josef Wagner
- Mai–November 1933 Pankraz Habruner
- 1934–1938 Heinrich Kneuer
- 1938–1945 Martin Roidl
- 1948–1957 Fritz Stahler
- 1957–1972 Ferdinand Leis

### Einwohnerentwicklung
| Datum         | Einw.  |
| ------------- | ------ |
| 1. Dez. 1900  | 21.952 |
| 1. Dez. 1910  | 24.939 |
| 1925          | 27.397 |
| 1933          | 28.357 |
| 1939          | 29.901 |
| 1950          | 45.035 |
| 1960          | 42.600 |
| 6. Juni 1961  | 42.612 |
| 27. Mai 1970  | 48.295 |
| 31. Dez. 1971 | 50.100 |

## Wappen
Das Wappen des ehemaligen Landkreises Bad Aibling zeigt im oberen Teil die bayerischen Rauten. Die unteren zwei Drittel tragen auf rotem Grund das Schwert als Symbol für die kaiserlichen Besitzungen auf dem Aiblinger Hofberg, den Bischofsstab, der das Benediktinerkloster Tegernsee und das Augustinerkloster Beyharting symbolisiert, und einen Moorkolben als Verbildlichung der durch größere Moorgebiete geprägten naturräumlichen Gegebenheiten des ehemaligen Landkreises.

## Wirtschaft und Infrastruktur
Die bewirtschaftete Fläche dient vor allem der Viehhaltung und dem Obstanbau. In Kolbermoor und in Bruckmühl sind größere Industriebetriebe angesiedelt. Große Kur- und Rehabilitationseinrichtungen befinden sich in Bad Aibling und Bad Feilnbach. In Bad Aibling waren darüber hinaus bis 2004 größere militärische Einrichtungen stationiert, geheimdienstliche Institutionen finden sich noch heute.

## Verkehr
Der Landkreis Bad Aibling war an die Mangfalltalbahn von Holzkirchen nach Rosenheim, ein Teilstück der Bayerischen Maximiliansbahn angeschlossen. Bahnhöfe befanden sich in Westerham, Bruckmühl, Heufeld, Bad Aibling und Kolbermoor, zusätzliche Haltepunkte in Heufeldmühle und Bad Aibling Kurpark.
Von der Mangfallbahn zweigten eine Stichstrecke von Westerham nach Vagen und die Lokalbahn Bad Aibling–Feilnbach mit den Bahnhöfen Bad Aibling Lokalbahnhof, Dettendorf, Au bei Bad Aibling und Feilnbach und den Haltepunkten Willing, Berbling und Lippertskirchen ab.
Ab 1871 verlief ein Teil der neu errichteten Direktverbindung von München nach Rosenheim über das Gebiet des Landkreises. Bahnhöfe befanden sich hier in Großkarolinenfeld und Ostermünchen.
Seit den 1930er Jahren wurde der Landkreis Bad Aibling von der Autobahn 8 von München nach Salzburg mit der Anschlussstelle 100 (Bad Aibling / Fischbachau / Bad Feilnbach) durchquert.

## Gemeinden

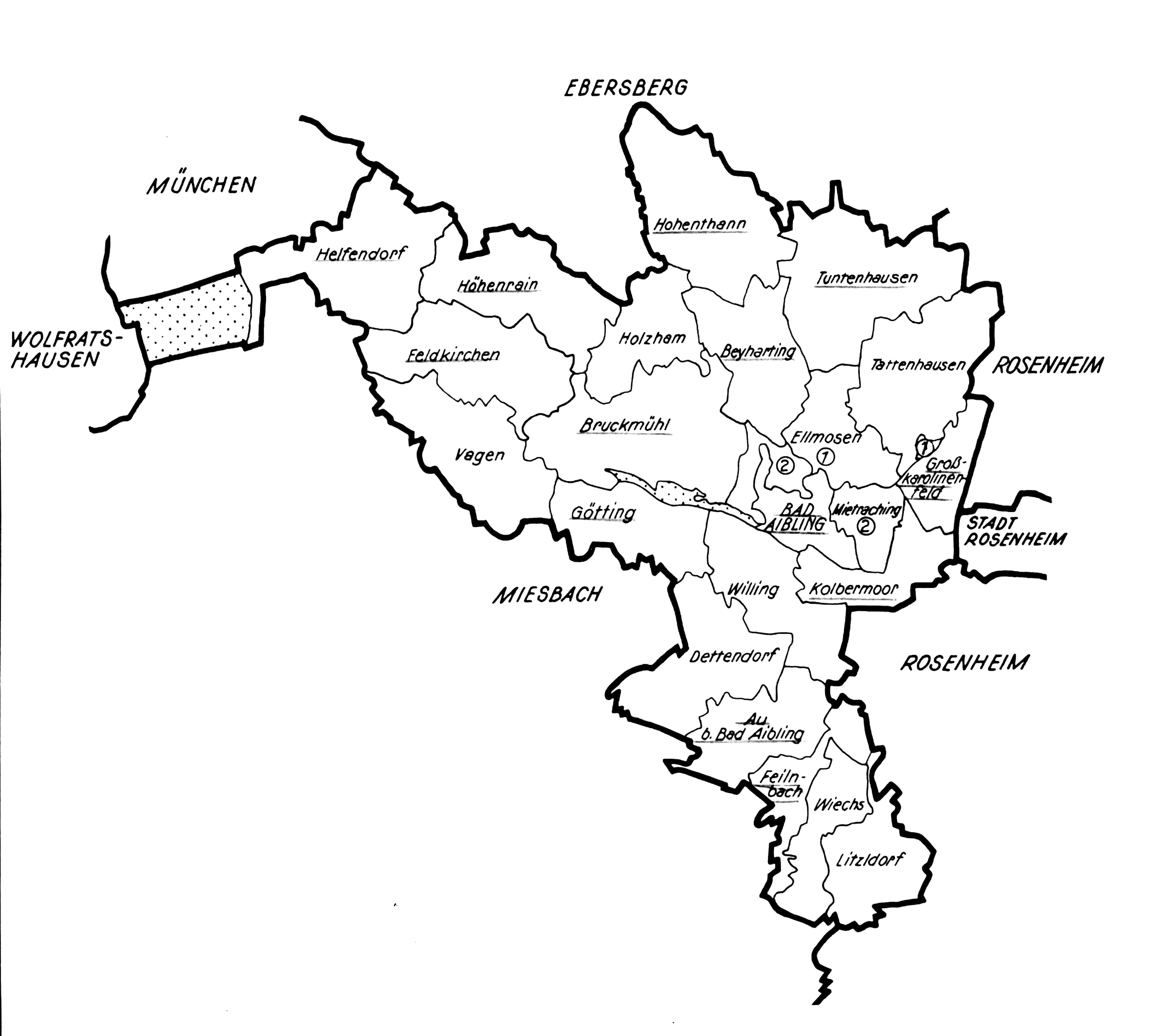
Landkreiskarte 1960/61 mit Gemeindegrenzen

Bis zum Beginn der bayerischen Gebietsreform umfasste der Landkreis Bad Aibling in den 1960er Jahren 22 Gemeinden:
- Au bei Bad Aibling zu Bad Feilnbach
- Bad Aibling
- Bad Feilnbach
- Beyharting zu Tuntenhausen
- Bruckmühl (die Gemeinde hieß bis 1948 wie der heutige Ortsteil Kirchdorf am Haunpold)
- Dettendorf zu Bad Feilnbach
- Ellmosen zu Bad Aibling
- Feldkirchen
- Götting zu Bruckmühl
- Großkarolinenfeld
- Helfendorf kam zu Aying (Landkreis München)
- Höhenrain zu Feldkirchen-Westerham
- Holzham zu Bruckmühl
- Hohenthann zu Tuntenhausen
- Kolbermoor
- Litzldorf zu Bad Feilnbach
- Mietraching zu Bad Aibling
- Tattenhausen zu Großkarolinenfeld
- Tuntenhausen
- Vagen zu Feldkirchen-Westerham
- Wiechs zu Bad Feilnbach
- Willing zu Bad Aibling

Nach der Gemeinde-Gebietsreform blieben noch sieben Gemeinden im (dann schon nicht mehr existierenden) Altlandkreis Bad Aibling selbständig.

## Kfz-Kennzeichen
Am 1. Juli 1956 wurde dem Landkreis bei der Einführung der bis heute gültigen Kfz-Kennzeichen das Unterscheidungszeichen AIB zugewiesen. Es wurde bis zum 3. August 1974 ausgegeben. Seit dem 10. Juli 2013 ist es aufgrund der Kennzeichenliberalisierung in den Landkreisen München und Rosenheim erhältlich.

## Galerie

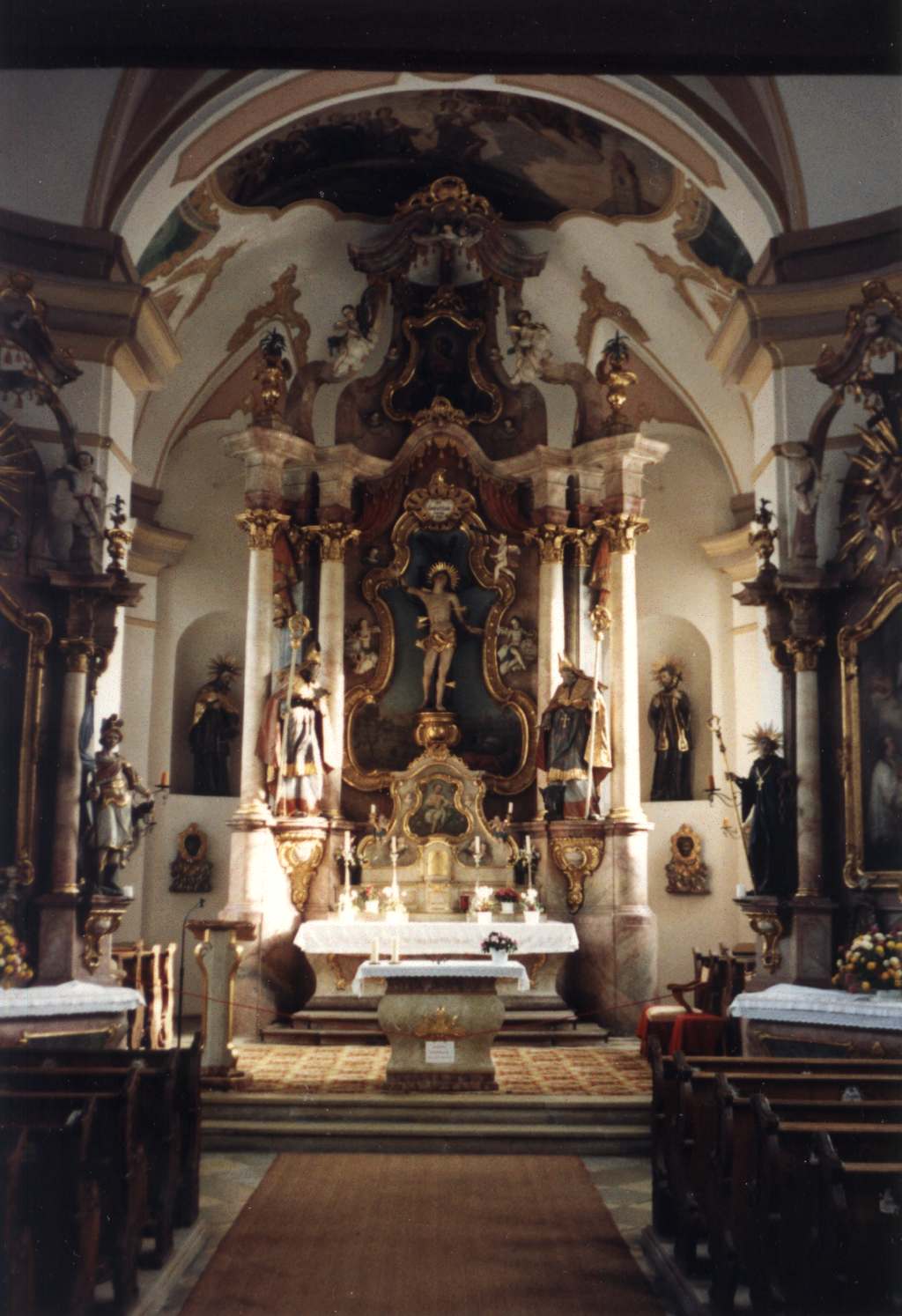
Sebastianikirche Bad Aibling
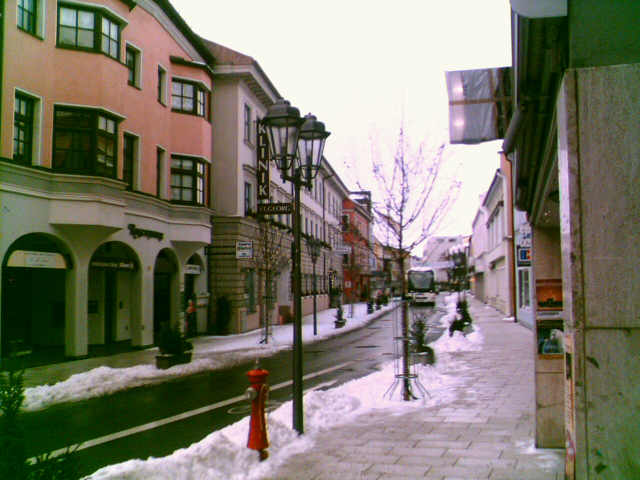
Innere Rosenheimer Straße Bad Aibling
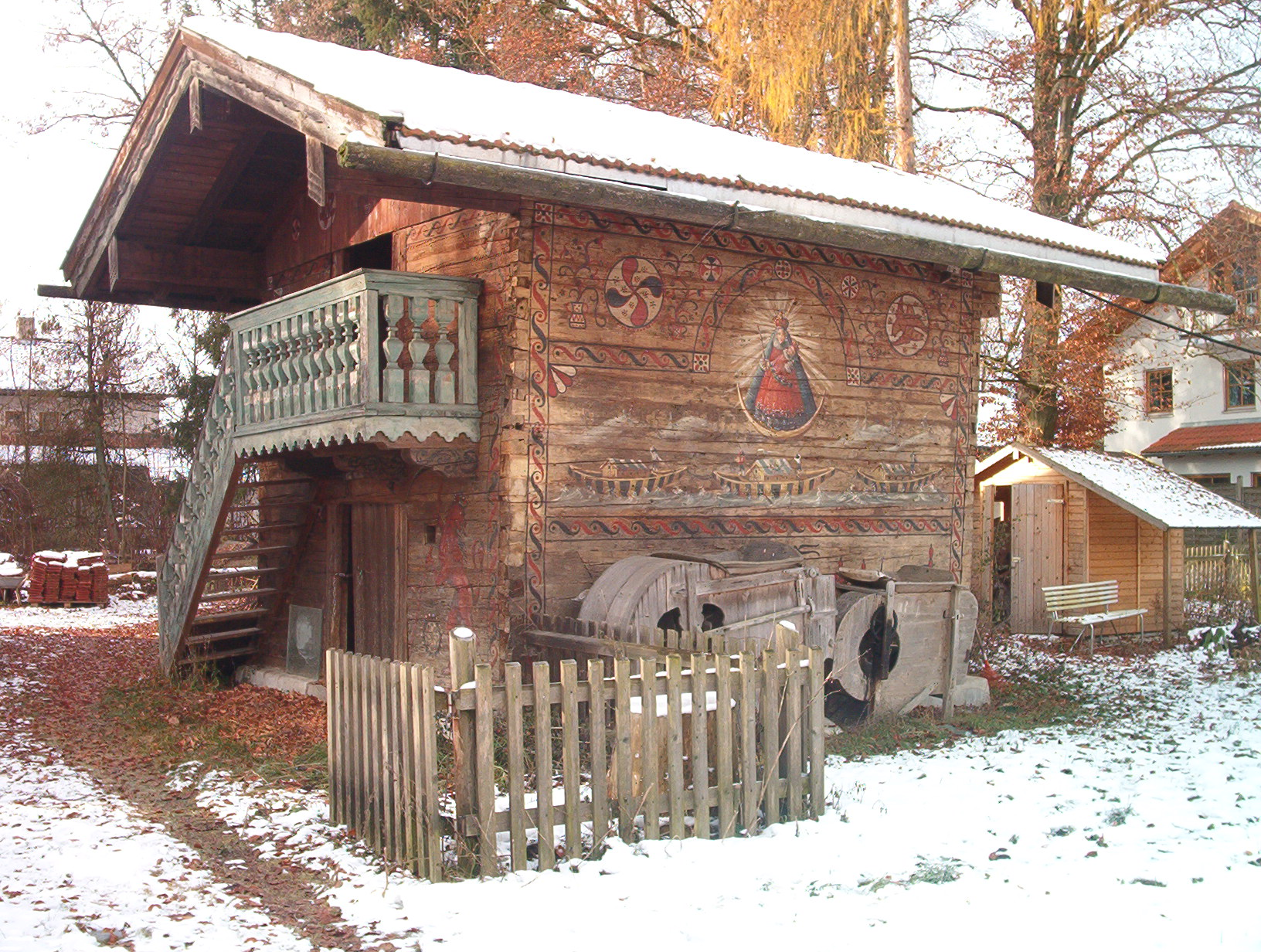
Altes Haus in Bruckmühl
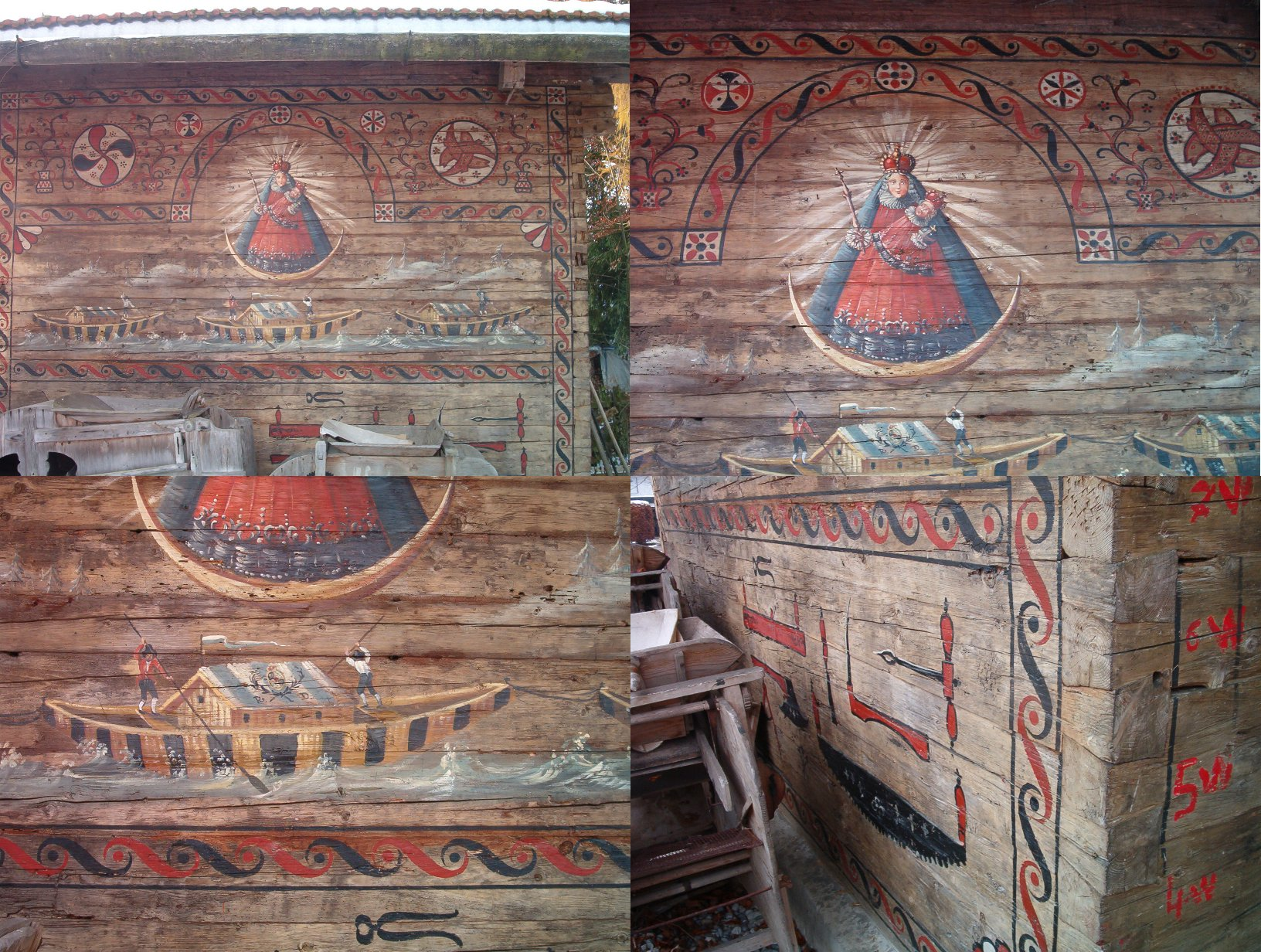
Altes Haus in Bruckmühl
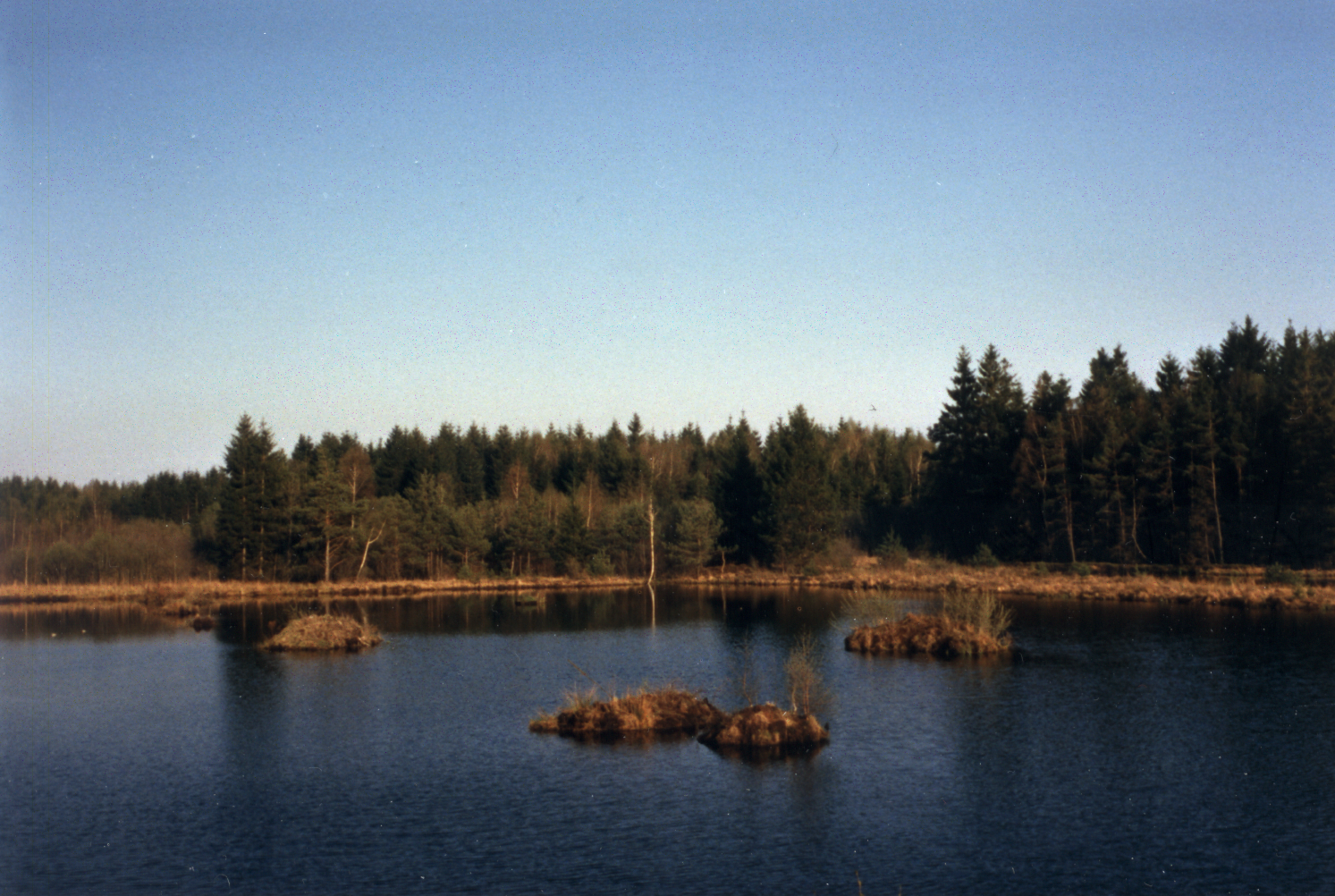
Moorabbau zwischen Bad Aibling und Bad Feilnbach